# Alipi Kostadinov
Alipi Kostadinov (Petrovice, 16 d'abril de 1955) va ser un ciclista txecoslovac, d'origen txec. Va guanyar una medalla als Jocs Olímpics de 1980 i una altra als Campionats del Món de Contrarellotge per equips.

## Palmarès
- 1976
  - Vencedor d'una etapa a la Volta a Àustria
- 1980
  -  Medalla de bronze als Jocs Olímpics de Moscou en Contrarellotge per equips (amb Michal Klasa, Vlastibor Konečný i Jiří Škoda)
- 1981
  - Vencedor d'una etapa a la Volta a Escòcia